# Cooperativisme a les Illes Balears
El cooperativisme a les IIles Balears és el moviment que agrupa les cooperatives d'aquest arxipèlag. Històricament, està representat per les cooperatives agrícoles i les cooperatives de treballadors, però també per altres tipus de cooperatives, com les de consum. Hi ha unes 200 cooperatives associades a les Illes Balears que en 2021 donaven feina a 1.618 persones. El total de cooperatives a les Illes Balears el 2023 era de 632.
La primera cooperativa documentada de les Illes fou El Porvenir. Sociedad Cooperativa de Consumo de Palma, creada a Palma el 2 de maig de 1869. De les cooperatives que encara estan en funcionament, destaquen la Cooperativa de Sant Bartomeu de Sóller i Cooperativa Agrícola de Sant Joan, centenàries.
Cooperatives Agroalimentàries Illes Balears es fundà l'any 1988 i el 2019 comptava amb 29 cooperatives i més de 7000 socis. i la Unió de Cooperatives de Treball Associat de les Illes Balears es constituí el 1986 i el 2023 tenia 50 cooperatives associades. Dins de les cooperatives de treball, destaquen les d'ensenyament, que escolaritzen gairebé 7000 alumnes en 15 cooperatives (2008).
La primera cooperativa d'apotecaris de les illes es fundà el 1931, quan es constituí la Cooperativa Farmacèutica Balear. Posteriorment es reconvertí en la Unió Farmacèutica Balear S.A. El juliol del 1982, recuperà l'estatus de cooperativa i es reanomenà a Cooperativa d’Apotecaris S.C.L.
Les cooperatives de les Illes Balears s'agrupen en la Federació de Cooperatives de les Illes Balears, que es fundà el 2012. Fundada per Cooperatives Agroalimentàries Illes Balears i la Unió de Cooperatives de Treball Associat de les Illes Balears, el 2013 s'hi afegí la cooperativa San Crispín d'Alaior, una cooperativa menorquina de consumidors i usuaris creada el 1953 i que el 2012 tenia més de 3000 socis. La Federació rebé el Premi Ramon Llull del 2017.
La primera llei de cooperatives d'àmbit autonòmic data del 2003 i se'n feu una modificació el 2023. Així mateix, el 2019, es publicà llei de microcooperatives de les Illes Balears, que tenia per objectiu simplificar la creació de cooperatives petites.